# 腓特烈·路德維希 (拿騷-奧特韋勒)
腓特烈·路德維希（Friedrich Ludwig von Nassau-Ottweiler，1651年11月13日—1728年5月25日），拿騷-奧特韋勒伯爵，約翰·路德維希之子。因堂叔格奧爾格·奧古斯特與堂弟卡爾·路德維希死時皆無男嗣，腓特烈·路德維希分別於1721年、1723年繼承了拿騷-伊德施泰因與拿騷-薩爾布魯根兩塊領地。1728年腓特烈·路德維希亦無嗣而終，三塊領地由拿騷-烏辛根的卡爾繼承。